# منارة شرشال
منارة شرشال (أو منارة فور جوانفيل) هي منارة في الجزائر توتيد تستخدم لملاحة القوارب التي ترسو في ميناء شرشال.

## تاريخ

### عموميات
وُضع عدد قليل من الفوانيس البدائية النادرة بالقرب من الملاجئ التي كانت بمثابة ملجأ للمراكب البربرية؛ مثل الفانوس العادي الموجود على البرج العالي في حصن الصخرة. منذ السنوات الأولى للإحتلال الفرنسي، رُكبت شعلات أكثر كفاءة في أكثر النقاط المميزة. وهكذا في عام 1834، قام الفرنسيون بتركيب جهاز بدلاً من فانوس الجزائر العاصمة والذي يتكون من ضوء ثابت يعلوه تاج دوار يحمل 8 مصابيح مع عاكسات مرتبة لإنتاج ضوء كسوف لمدة 30 ثانية. في 30 ثانية.
التقرير الرسمي الأول الذي يتناول إنارة السواحل الجزائرية هو تقرير اللجنة البحرية الجزائرية لعام 1843 الذي يضع تقريراً كاملاً «عن التحسينات التي يجب إجراؤها على الأضواء الموجودة (الجديدة في ذلك الوقت)، للأضواء التي سيتم إنشاؤها. على الفور، يجب إشعال الشعلات بعد ذلك». نفذ على مدار عدة سنوات، مع التعديلات التي فرضها التقدم التقني وتطور الملاحة، والتي قررت لجنة المنارة لعام 1861 أهمها.
عُدلت الأجهزة بشكل دوري بين عامي 1860 و 1900. كان أبرز هذه التحسينات هو استبدال الزيت المعدني بالزيت النباتي في عام 1881 بعد ذلك، من خلال استخدام بعض شعلات المصابيح عند مستوى ثابت. في عام 1902، وُضع برنامج جديد لتحسين الإضاءة الساحلية من خلال إنشاء لجنة بحرية خاصة تبنت برنامجًا للإنجازات يوفر، من بين أمور أخرى، استبدال الأضواء الثابتة الموجودة عن طريق وميض الأضواء الغامضة مع أو بدون قطاعات زاهية الألوان. البرنامج الذي نُفذ بالكامل من 1904 إلى 1908 باستثناء الرصيف الشمالي لميناء الجزائر. في عام 1924 تابع كبير المهندسين لخدمة المنارة المركزية كهربة الأضواء الرئيسية وأضواء الموانئ منذ البعثة العلمية إلى الجزائر.
بالإضافة إلى ذلك، شُغلت أربعة أجهزة راديوية ؛ في منارة الأميرالية بالجزائر العاصمة (1931)، في رأس الإبرة (1938)، في رأس كاكسين (1938) وفي رأس ماتيفو (1942). كما خططت الخدمات الفنية لإنشاء أربعة مبانٍ إضافية في غضون فترة زمنية قصيرة في رأس تنس، ورأس بنقوت، ورأس بوقارون، ورأس العسة.

### تاريخ المنارة
بُنيت منارة شرشال في عام 1861.

## مميزات

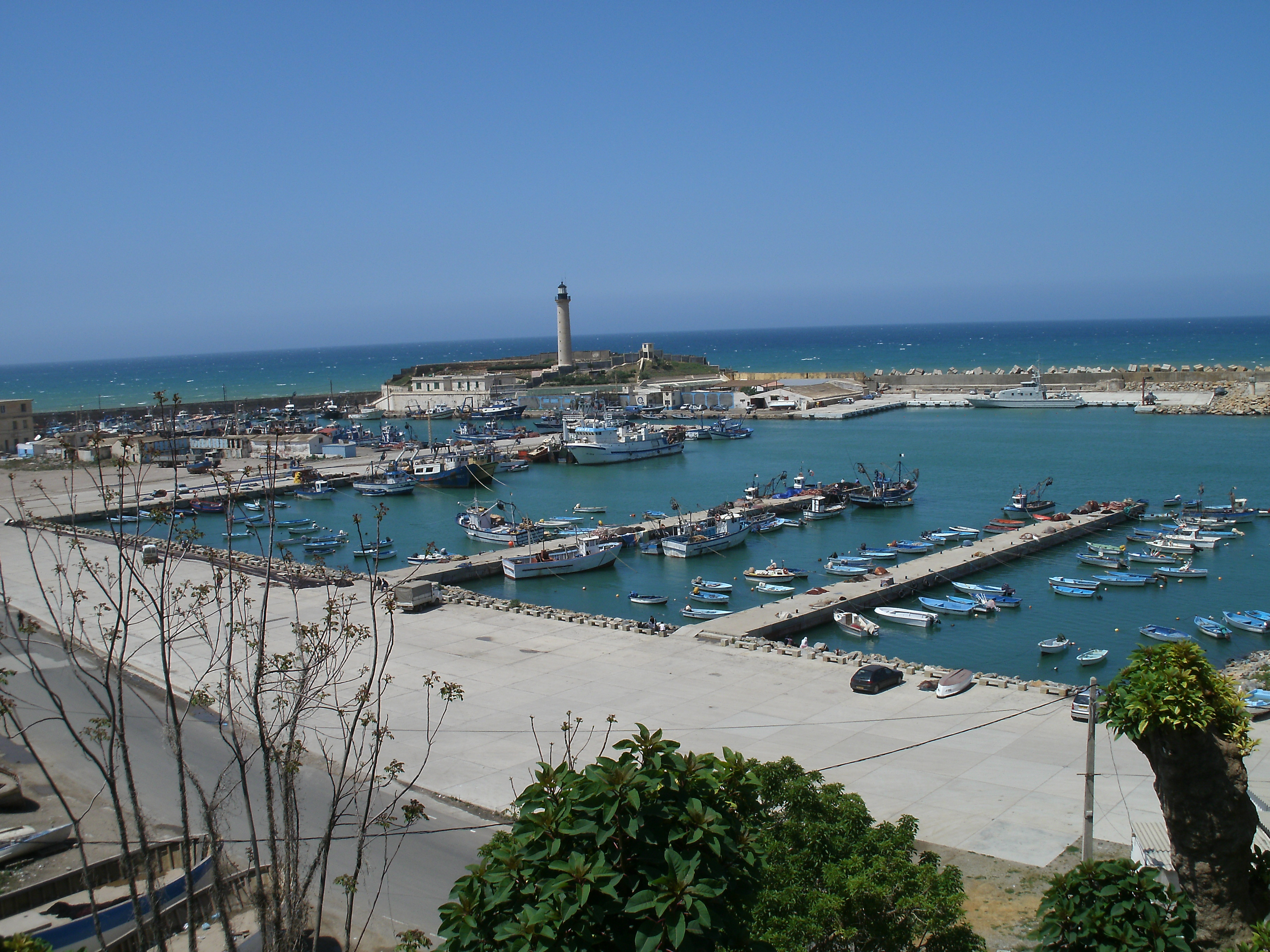
موقع منارة شرشال

بُنيت المنارة في عام 1881 على جزيرة جوانفيل المتصلة اليوم بالبر الرئيسي بواسطة رصيف خرساني.
وطأ الرجال الأوائل أرض إيول القديمة من هذه الجزيرة. وفقًا للباحثين الذين يدرسون تاريخ مدينة شرشال، فإن هذه الجزيرة تعكس تمامًا ماضي العاصمة السابقة للإمبراطورية الموريطانية القيصرية . في هذا الفضاء، نجد بقايا مسكن من القرن الرابع قبل الميلاد، وهي لمنارة من العصر الروماني مع العمارة الهلنستية، وبقايا ما كان يسمى برج الجزيرة في العهد العثماني وزاوية الولي الصالح سيد علي الفركي، الذي فضل العزلة على الحياة للتأمل.
المنارة عبارة عن برج أسطواني من الحجر الحر يبلغ ارتفاعه 28,60 م يرتفع إلى 40,10 م فوق مستوى سطح البحر. يوجد مبنيان متجاوران بمثابة أماكن إقامة وملحقات.
تُوفر الإضاءة بواسطة ضوء أبيض مع ومضات 2 + 1 في 15 ثانية بمدى 25 ميل بحري، أو ما يقرب من 46 كم . تبلغ قدرة المصباح 1 000 W لجهد 220 V.
- قائمة المنارات في الجزائر

## روابط خارجية
- موقع الديوان الوطني للإشارات البحرية